# 曼達基尼河

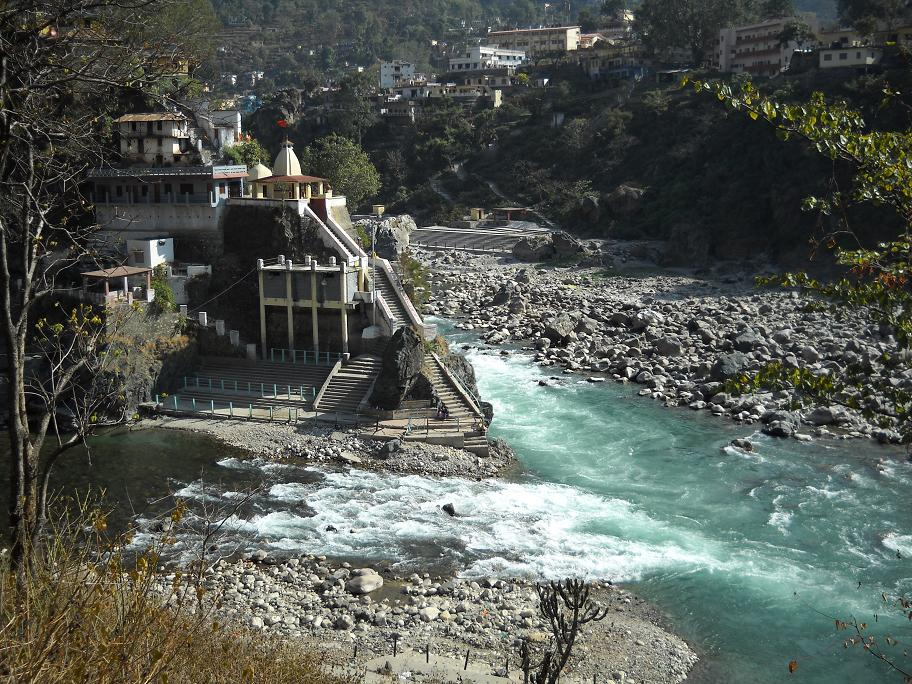
曼達基尼河（左）與阿勒格嫩達河（上）匯流處，遠處山坡上即為鲁德拉普拉耶格聚落

曼達基尼河（英語：Mandakini；印地語：मंदाकिनी [mənˈd̪aːkɪni]），是印度北阿坎德邦的一條河流，為恆河東源阿勒格嫩達河的主要支流之一。該河發源於凱達爾納特北側的裘拉巴里冰川，幹流向南轉西南流至松普拉耶格，匯集左側支流瓦蘇奇根加河後轉向東南流。至烏奇馬特附近轉向南流，最終於魯德拉普拉耶格注入阿勒格嫩達河。匯流點魯德拉普拉耶格海拔610公尺，是阿勒格嫩達河流域神聖的五個匯流點之一。